# Upartments Real Estate
Die Upartments Real Estate GmbH (Eigenschreibweise: UPARTMENTS) ist ein deutsches Immobilienunternehmen mit Sitz in Leipzig. Sie ist eine 100-prozentige Tochtergesellschaft der luxemburgischen CORESTATE Capital Group, hervorgegangen aus der ehemals börsennotierten Youniq AG.
Upartments Real Estate ist spezialisiert auf Assetklasse Micro-Apartments und betreut im Jahr 2018 rund 4200 Wohneinheiten in Deutschland, Österreich und Spanien.

## Geschichte
Gegründet wurde die Vorgängergesellschaft der Youniq AG im Jahr 2000 in Stuttgart zunächst als IVB GmbH und firmierte noch im selben Jahr in IVB Immobilien Beratungsgesellschaft mbH um. Am 1. April 2004 wurde das Unternehmen in eine Aktiengesellschaft umgewandelt, die Firma wurde in Alta Fides Aktiengesellschaft für Grundbesitz, später, aber noch im selben Jahr 2004, in Alta Fides Aktiengesellschaft für Grundvermögen geändert.
Der Eigenbestand an Wohnfläche war auf 10.000 m² angewachsen und stieg 2006 auf 36.000 m². Ebenfalls 2006, am 22. Juni, wurde die Tochtergesellschaft Profecto AG gegründet, die ein neues Geschäftsfeld für notleidende Kredite übernehmen und entwickeln sollte. Am 21. November 2006 gab die Alta Fides AG ihre Pläne zum Gang an die Frankfurter Wertpapierbörse im Prime Standard bekannt. Geplant war die Ausgabe von 3,25 Millionen Aktien bei einer Preisspanne von 17 bis 21 Euro. Am 8. Dezember 2006 erfolgte der Gang an die Börse. Auf Grund der schwachen Nachfrage befand sich der Ausgabepreis mit 17 Euro am unteren Ende der Preisspanne. Weiterhin wurde auf die Platzierung der Aktien der Altaktionäre in Höhe von 800.000 Euro sowie des Greenshoe mit einem Volumen von 450.000 Euro verzichtet, so dass das Emissionsvolumen nur 34 Millionen Euro betrug. Im Sommer 2009 folgte die Umbenennung in Youniq AG.
Nach Fokussierung und Ausbau des Geschäftsfeldes Studentisches Wohnen seit 2009 schloss die Youniq AG ihre Kapitalerhöhung am 6. Juni 2011 erfolgreich ab. Insgesamt wurden 3.350.000 neue, auf den Inhaber lautende Stückaktien zum Angebotspreis von 7,50 Euro je Aktie platziert. Dadurch erzielte die Youniq AG einen Bruttoemissionserlös von rund 25,1 Millionen Euro. Durch die erfolgreiche Transaktion erhöhte sich das Grundkapital der Gesellschaft von 7.050.000 Euro auf 10.400.000 Euro.
Am 13. Mai 2015 wurde bekannt gegeben, dass die Großaktionärin Corestate Ben BidCo AG nun rund 92,2 % der Aktien halte. Dieser Erhöhung ging ein Kaufangebot von Corestate voraus, das von etwa 8,7 % der Aktionäre angenommen wurde. Danach wurde das Unternehmen in die Upartments Real Estate GmbH umgewandelt und der Sitz von Frankfurt am Main nach Leipzig verlegt.
Der Name Youniq (Schreibweise YOUNIQ) steht heute für die Marke, unter der die Upartments Real Estate GmbH europaweit in 14 Städten 22 Micro-Living-Apartmenthäuser als Unterkunft für Studenten und Professionals betreibt.
Außerdem betreibt die Upartments Real Estate GmbH noch 6 Serviced-Apartments-Häuser unter der Marke Joyn (Schreibweise JOYN) in Deutschland (in Düsseldorf, Köln und 2 × in München), Österreich (in Wien) und in der Schweiz (in Zürich).
Zum Markenverbund gehören außerdem noch 5 Häuser der Marke Linked Living. Diese werden aber gerade in die Marke Youniq integriert und teilweise als „Linked Living powered by YOUNIQ“ vermarktet.